# La Toile et la Dague
La Toile et la Dague est une bande dessinée en 3 tomes, publiée de 1986 à 1989, scénarisée par Jean Dufaux et dessinée par Édouard Aidans.

## Découpage
- Tome 1 : La Mort sur le bûcher (1986) ;
- Tome 2 : La Nuit des poisons (1988) ;
- Tome 3 : Le Prince foudroyé (1989).

## Éditions
- Jean Dufaux (scénariste) et Édouard Aidans (dessinateur), La Toile et la dague, vol. 1 : La Mort sur le bûcher, Paris, Dargaud, janvier 1986, 48 p. (ISBN 978-2-87129-007-0)
- Jean Dufaux (scénariste) et Édouard Aidans (dessinateur), La Toile et la dague, vol. 2 : La Nuit des poisons, Paris, Dargaud, mars 1988, 48 p. (ISBN 978-2-87129-030-8)
- Jean Dufaux (scénariste) et Édouard Aidans (dessinateur), La Toile et la dague, vol. 3 : Le Prince foudroyé, Paris, Dargaud, février 1989, 48 p. (ISBN 978-2-87129-053-7)